# Typha domingensis
Typha domingensis (Pers.), conhecida pelo nome comum de bunho, também dando pelos nomes de taboa (grafia alternativa tabua  ), morrão-dos-fogueteiros e tabua-larga é uma hidrófita. É uma planta perene e herbácea, com cerca de 2,5 metros de altura, que, na época de reprodução, apresenta espigas da cor café contendo milhões de sementes que se espalham com o vento. A espécie tem distribuição natural muito alargada, subcosmopolita, ocorrendo nas regiões temperadas, subtropicais e tropicais de ambos os hemisférios, sendo, por vezes, a espécie dominante em várzeas pantanosas e outras áreas húmidas e subdominante associada em mangais, tais como os da ecorregião de El Petén, no Iucatão.

## Descrição
T. domingensis é uma planta aquática, herbácea, enraizada, emergente, perene, com até 2,5 m de altura.
As folhas igualam ou excedem a altura das espigas, com a parte superior da bainha prolongando-se sobre a lâmina. São assimétricas, com a epiderme ventral com grande quantidade de glândulas mucilaginosas de coloração escura, dispostas longitudinalmente em direção à base da lâmina. Lâmina com 1,5 metro de comprimento e de 8 a 13 milímetros de largura, com a face inferior convexa nas proximidades da bainha e plano na parte mais próxima do ápice agudo em que termina a folha.

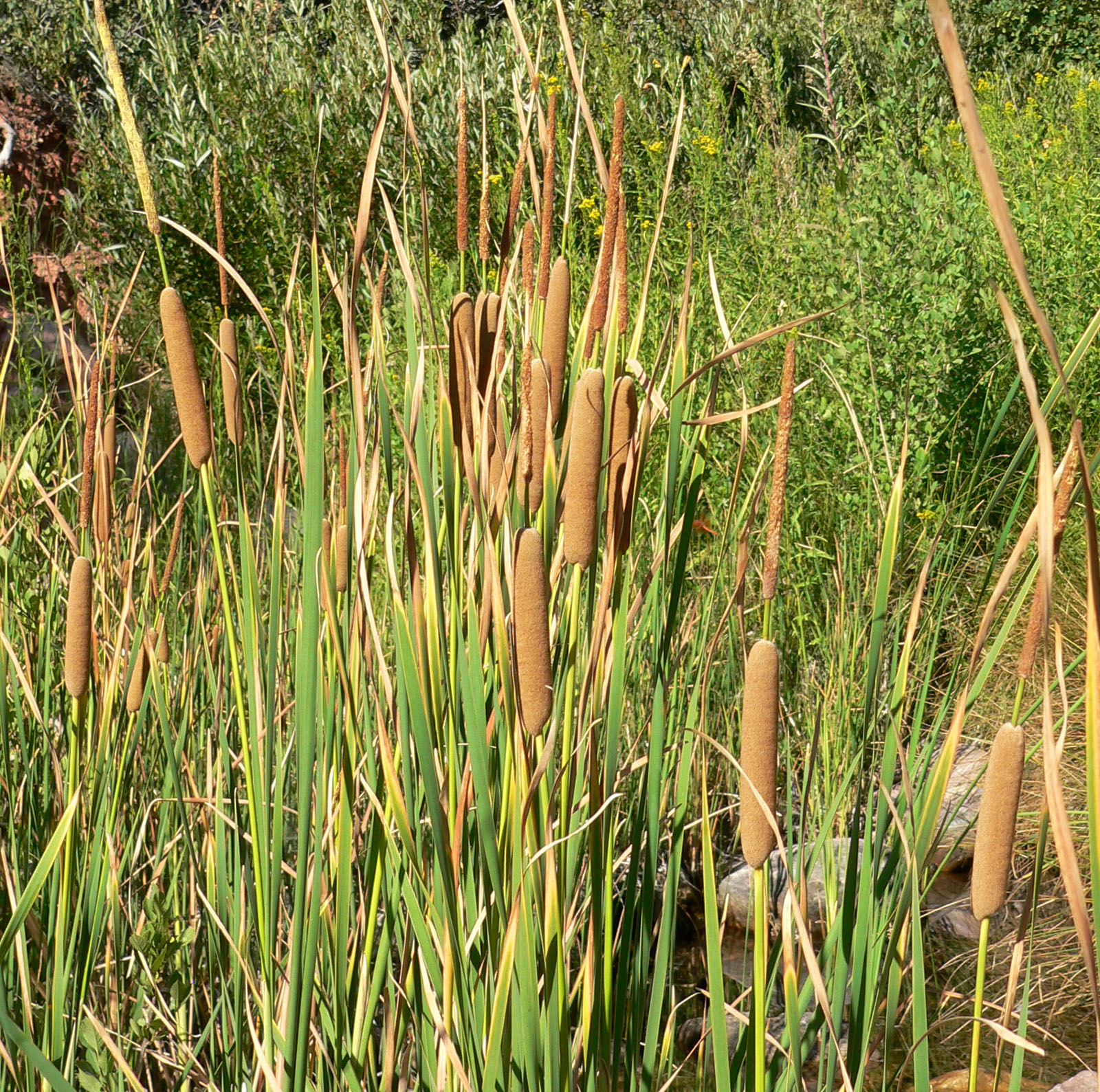
Typha domingensis em flor.

A inflorescência é castanho clara a acinzentada, com uma ou mais brácteas foliáceas caducas. As flores em espigas masculinas, com até 40 centímetros de comprimento e 15 milímetros de largura, separadas das femininas por 0,6-5 centímetro. As bractéolas das flores masculinas são filiformes, espatulada, simples a ramificadas, com incisões de segmentos largos, com pontos acinzentados no ápice, 2-4 mm de comprimento, 2-4 estames, total ou parcialmente soldados, filamentosos, 1-2,5 milímetros de comprimento; anteras de 2-3 milímetros de comprimento e 0,15-0,20 de largura. O pólen ocorre em mónadas. As espigas femininas de 50 centímetros de comprimento e 2 de diâmetro, flores femininas com bractéolas longas e delgadas, mais compridas que os pelos do ginóforo, com coloração acinzentada clara no ápice, de 3 a 5 milímetros de comprimento. Os pelos do ginóforo coloridos na sua ponta e mais curtos que os estigmas, ovário fusiforme, estilo de 1 a 2 mm de comprimento, estigma comprido e delgado, 0,5-1,5 milímetros de comprimento. 

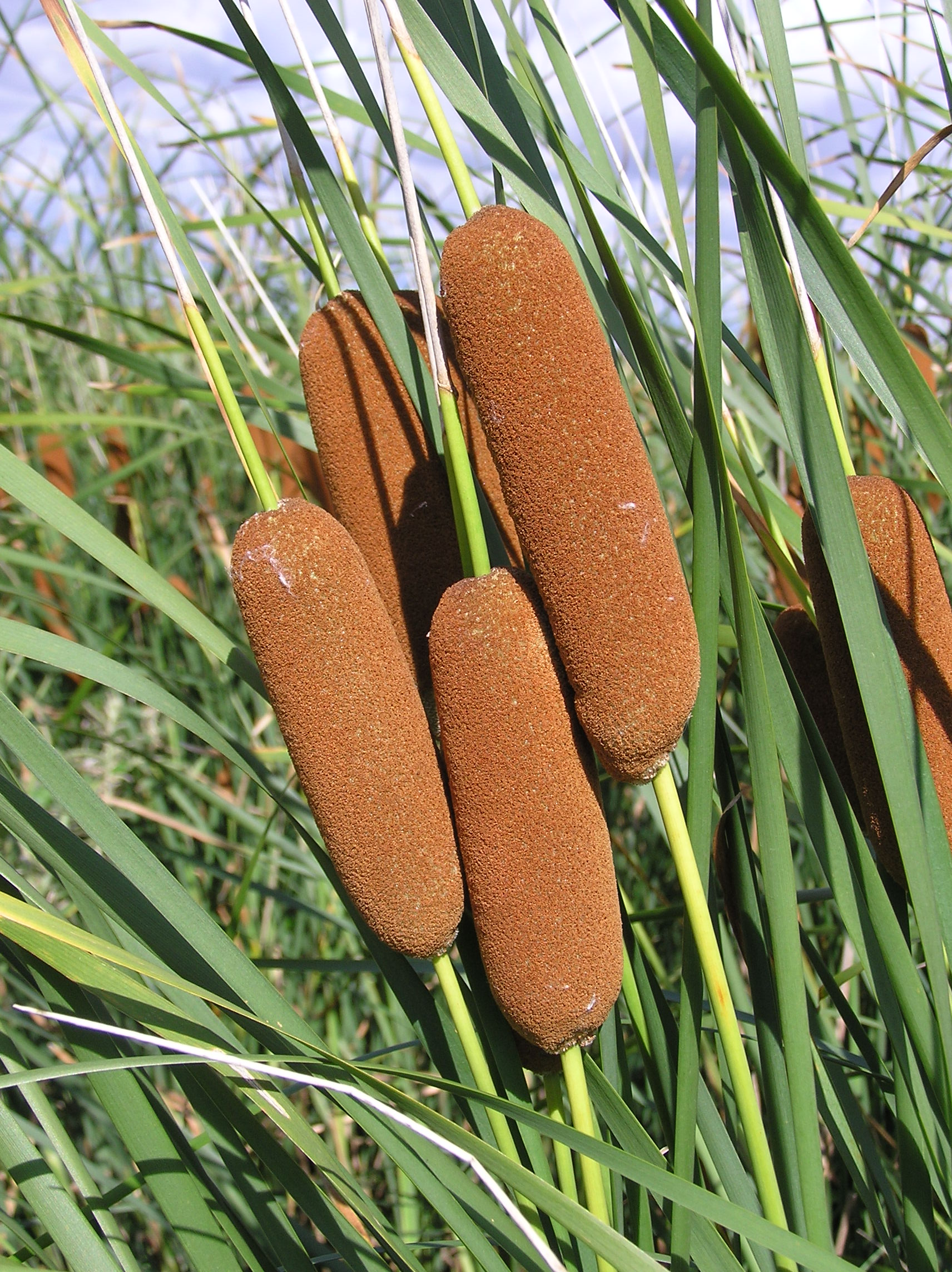
Detalhe do fruto.

O seu Fruto  é fusiforme, de 1-2 milímetros de comprimento, e monospérmico.
Faz a sua floração de Junho a Agosto.
Altamente adaptável, encontra-se espalhada por todo o mundo, e em algumas partes é uma espécie invasora considerada uma praga. Em Portugal, encontra-se distribuída pelas regiões do Minho, Trás-os-Montes, Beira Litoral, em locais pantanosos, margens de lagoas, charcos, valas ou espaços inundados
A sua fibra, durável e resistente, pode ser utilizada como matéria-prima para papel, cartões, pastas, envelopes, cestas, bolsas e outros itens de artesanato.
Na medicina popular turca, a inflorescência feminina desta planta, e de outras espécies do género Typha, são usadas externamente para tratamento de lesões da pele, incluindo queimaduras. Foi demonstrado que extractos de T. domingensis apresentam propriedades curativas em ratos de laboratório.
Estudos realizados em zonas húmidas comprovaram que populações de Typha domingensis são uma forma eficaz de reduzir a contaminação bacteriana de águas destinadas a usos agrícolas, permitindo reduções de até 98% da concentração de enterobactérias potencialmente patogénicas com origem nas fezes de mamíferos.  É também considerada uma depuradora de águas poluídas, absorvendo metais pesados.

## Sinónimos
A planta é conhecida por numerosos nomes comuns, entre os quais: bucha, bunho, capim-de-esteira, erva-de-esteira, espadana, landim, paina, paina-de-flecha, paineira-de-flecha, paineira-do-brejo, paneira-de-brejo, paneira-do-brejo, partasana, pau-de-lagoa, pau-mole, tabebuia, taboinha, tabu, tabua, tabuca, tabuba, tifa e totora. Em Angola, também é conhecida como chipipa e dá o nome a uma localidade da Província do Huambo.

## Galeria

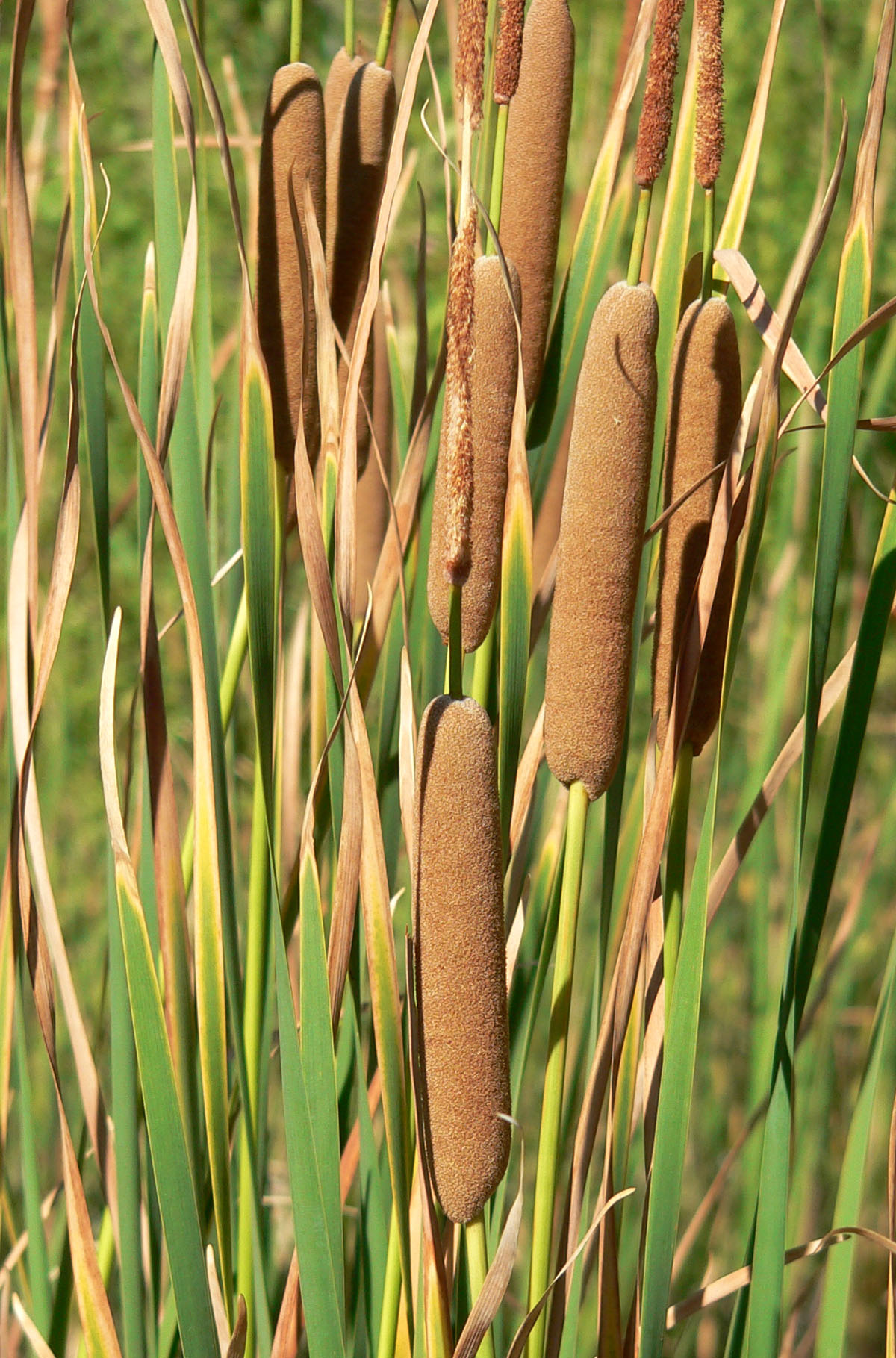
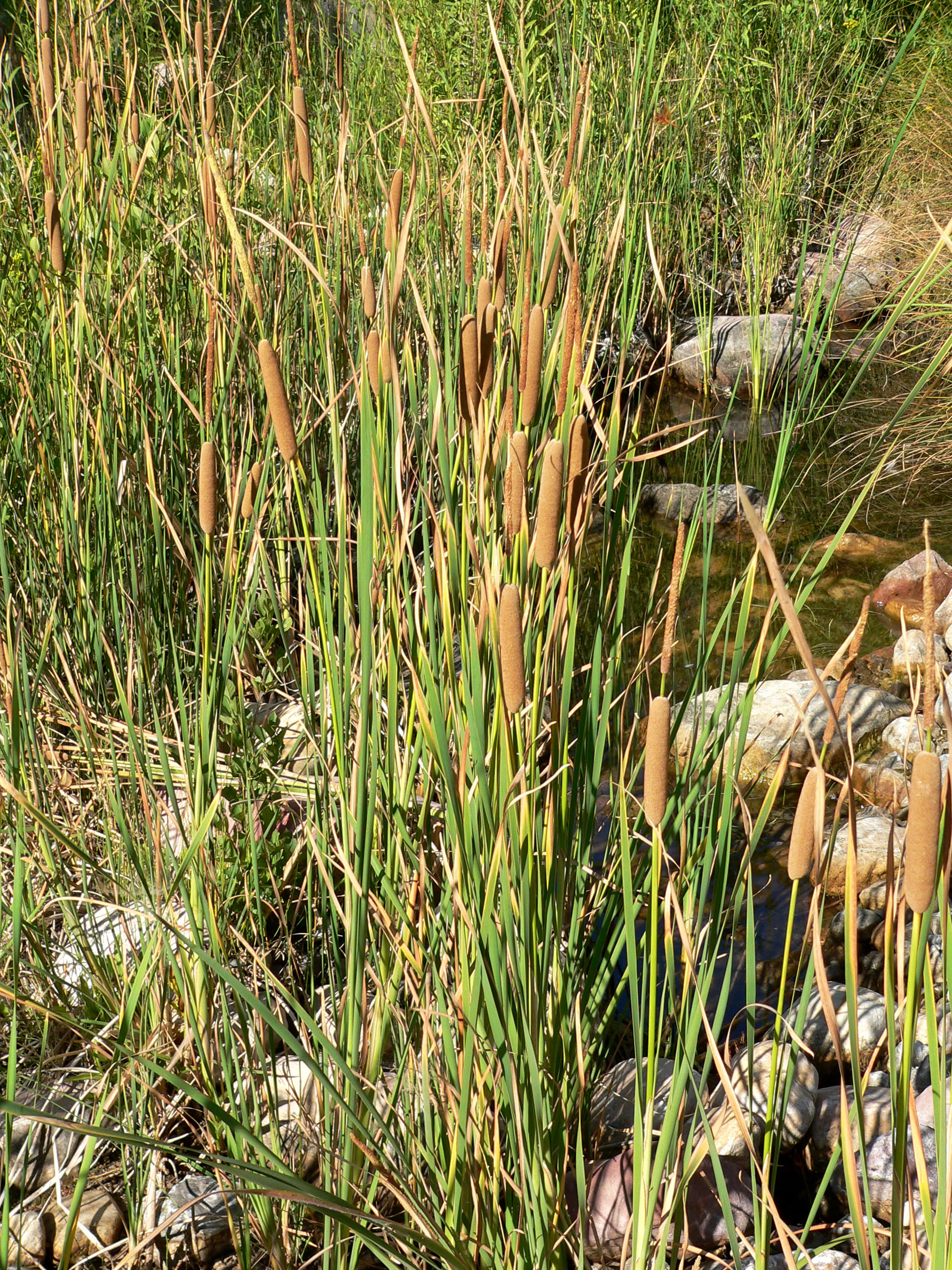
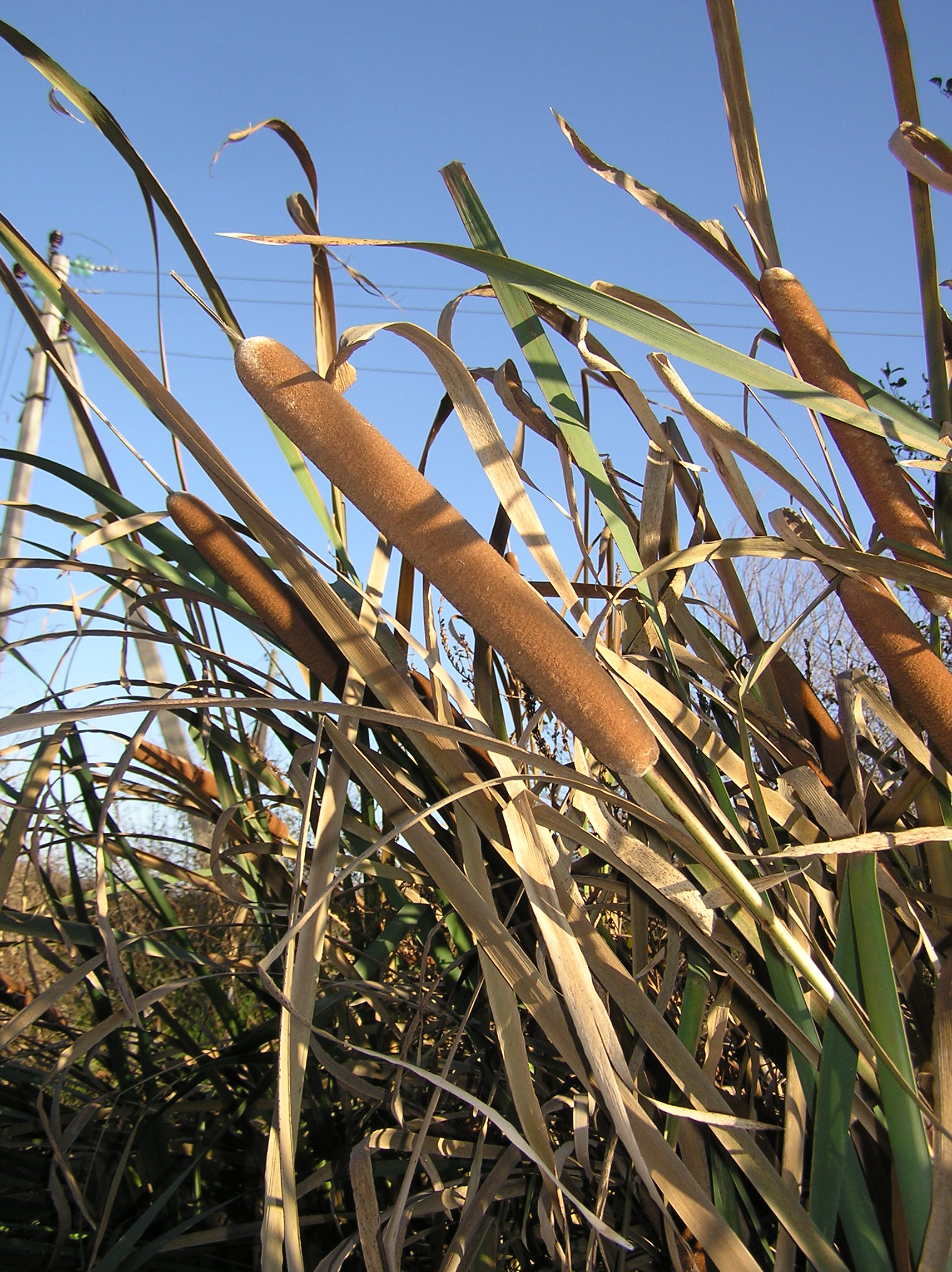
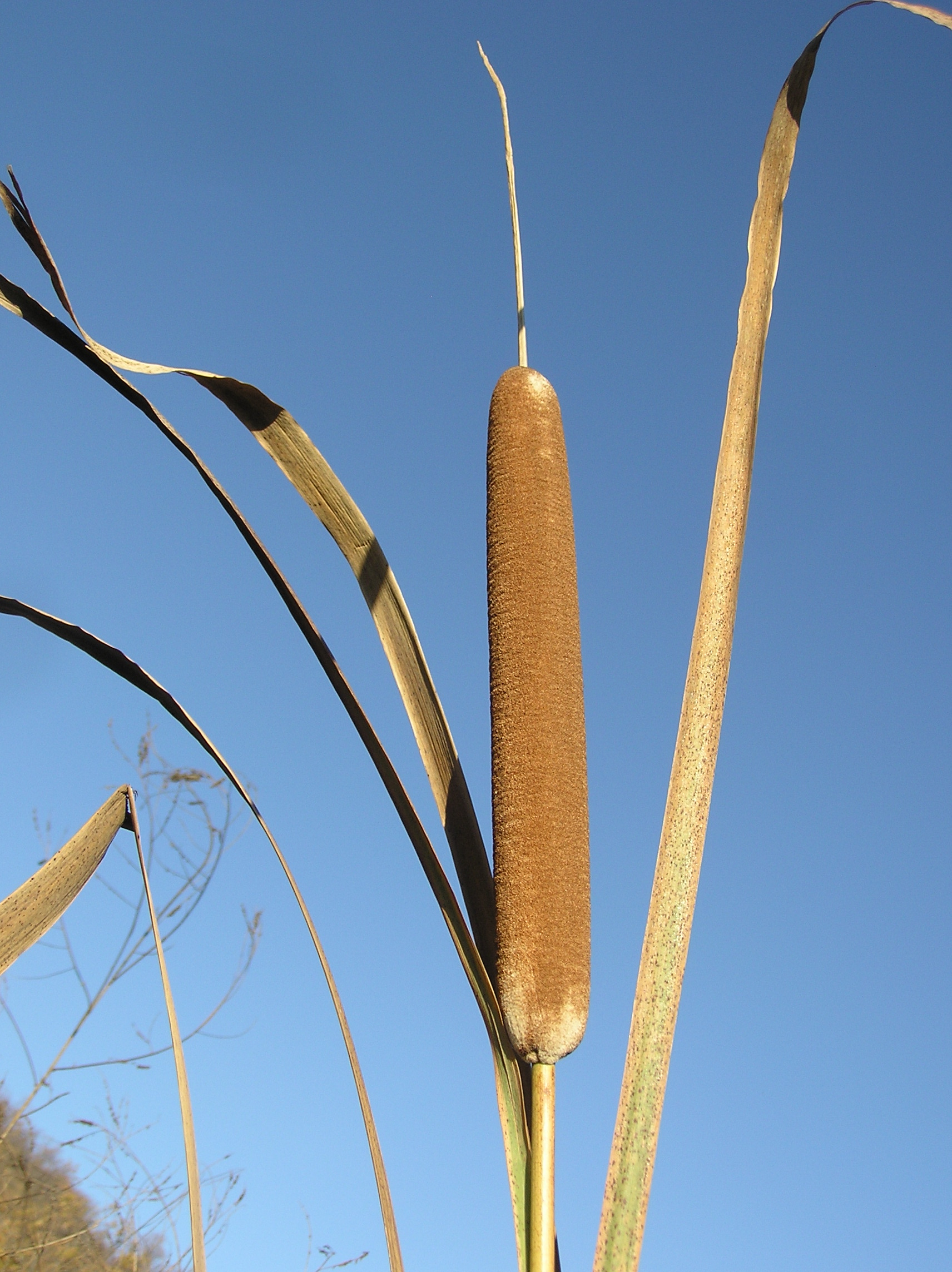
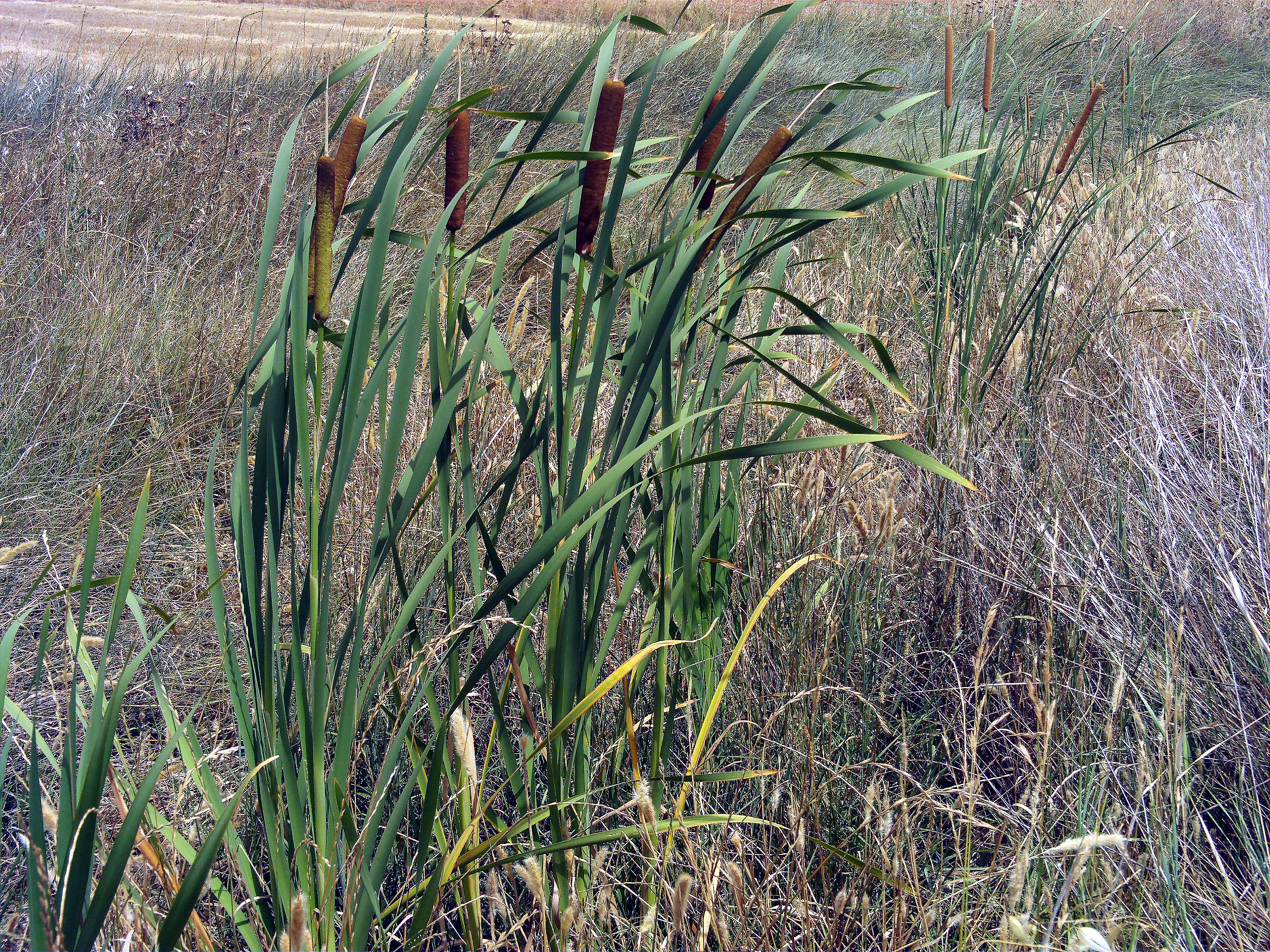